# فين كريستنسن (رسام)
فين كريستنسن (بالنرويجية البوكمول: Finn Christensen)‏ هو رسام نرويجي، ولد في 26 فبراير 1920، وتوفي في 28 فبراير 2009.